# Óriás-füleslappantyú
Az óriás-füleslappantyú (Lyncornis macrotis) a madarak (Aves) osztályának a lappantyúalakúak (Caprimulgiformes) rendjéhez, ezen belül a lappantyúfélék (Caprimulgidae) családjához tartozó faj.

## Rendszerezése
A fajt Nicholas Aylward Vigors ír ornitológus írta le 1831-ban, a Caprimulgus nembe Caprimulgus macrotis néven. Korábban az Eurostopodus nembe sorolták Eurostopodus mindanensis néven.

## Alfajai
- Lyncornis macrotis bourdilloni Hume, 1875
- Lyncornis macrotis cerviniceps Gould, 1838
- Lyncornis macrotis jacobsoni Junge, 1936
- Lyncornis macrotis macropterus Bonaparte, 1850
- Lyncornis macrotis macrotis (Vigors, 1831)[2]

## Előfordulása
Dél- és Délkelet-Ázsiában, Banglades, a Fülöp-szigetek, Kambodzsa, Kína, India, Indonézia, Laosz, Malajzia, Mianmar, Thaiföld és Vietnám területén honos. 
Természetes élőhelyei a szubtrópusi vagy trópusi síkvidéki esőerdők, füves puszták és cserjések. Állandó, nem vonuló faj.

## Megjelenése
Testhossza 31–40 centiméter, a testtömege 125–151 gramm. Fülszerű tollpamacsot visel.
|  |

## Életmódja
Rovarokkal táplálkozik.

## Természetvédelmi helyzete
Az elterjedési területe rendkívül nagy, egyedszáma pedig stabil. A Természetvédelmi Világszövetség Vörös listáján nem fenyegetett fajként szerepel.